# 春松斎北寿
春松斎 北寿（しゅんしょうさい ほくじゅ、生没年不詳）とは、江戸時代の大坂の浮世絵師。

## 来歴
春梅斎北英の門人、大坂の人。春松斎、春英斎、五龍軒、北寿と号す。作画期は天保3年（1832年）から天保6年（1835年）の間にかけてで、役者絵や練り物の図を描いている。

## 作品
- 「忠信・尾上多見蔵」　大判錦絵　池田文庫所蔵　※天保3年10月、大坂筑後芝居『義経千本桜』より。「世の中に　なりひゝきたる　小鼓の　音もちゝたゝ　多見蔵のぬし　雨水葊」の画賛、「北英門人春松斎北寿画」の落款あり
- 「此花姫・岩井紫若」　大判錦絵2枚続の内　※天保3年閏11月、大坂中の芝居『相馬太郎莩文談』より。春完斎北信との合作、「北英門人春松斎北寿画」の落款あり
- 「熊谷次郎直実・中村歌右衛門　娘小萩実ハ敦盛・嵐璃寛」　大判錦絵　早稲田大学演劇博物館所蔵　※天保6年11月、中の芝居『須磨都源平躑躅』より